# IPhone 5

Ајфон 5 је смарт телефон који је дизајниран и продан од стране компаније Епл. То је шеста генерација Ајфона, наследивши Ајфон 4С ипретходи Ајфону 5С и Ајфону 5Ц. Формално представљен као део конференције за новинаре 12. септембра 2012. године, пуштен је 21. септембра 2012. То је био први Ајфон који је требало да буде у потпуности развијен под вођством Тим Кука.
Ајфон 5 карактерише велике промене у дизајну у односу на свог претходника. Међу њима је и тело на бази алуминијума, који је тањи и лакши од претходних модела, виши екран са готово 16: 9 омером, Епл А6 систем-на-чипу, ЛТЕ подршку, и лајтнинг, нови компактни док конектор који је заменио 30-пински дизајн који се користио на претходним моделима Ајфона. Ово је био други Епл телефон који укључује своју нову Сонијеву 8 МП камеру, први пут представљену на Ајфону 4С.
Епл је почео са резервацијама 14. септембра 2012. године, и преко 2 милиона резервација је примљено у року од 24 часа. Иницијални захтев за Ајфон 5 премашио је понуду на располагању у промоцији 21. септембра 2012. године, и био је описан од стране Епла као "ванредно", са резервацијама су продали двадесет пута брже од својих претходника. Док је пријем на Ајфон 5 био генерално позитиван, потрошачи и рецензенти напоменули су хардвер питања, као што су нежељене љубичасте нијансе у фотографијама, а премаз овог телефона је био склон ситњењу. Пријеми су помешани због Еплове одлуке да пређе на другачији дизајн док конектора, као што је промена утицала на компатибилност Ајфона5 са опремом која је иначе у складу са претходним итерацијама линије.
Ајфон 5 је званично обустављен од стране Епла 10. септембра 2013. године са најавом својих наследника, Ајфон 5С и Ајфон 5Ц. Ајфон 5 је имао најкраћи животни век једног Ајфона икада произведеног са само дванаест месеци у производњи.